# Hendrik Willink
Hendrik Willink (Deventer, 26 juli 1760 - Winterswijk, 26 maart 1842) was landeigenaar en burgemeester van Winterswijk.

## Leven en werk
Willink werd in 1760 in Deventer geboren als zoon van Abraham Willink en Aleida Waliën. Tijdens de Franse tijd vervulde Willink regelmatig functies in het plaatselijk bestuur van Winterswijk. Hij maakte deel uit van de municipaliteit van Winterswijk en was enige malen belast met het burgemeesterschap in de wisselende bestuurlijke omstandigheden. In 1795 werd zijn functie voogd en in 1812 maire genoemd. Ook vertegenwoordigde hij Winterswijk in bovenplaatselijke organen. Zo maakte hij in 1795 deel uit van de Provisionele Representanten van het Kwartier van Zutphen namens Winterswijk. Na het beëindigen van de Franse overheersing in 1813 bleef hij tot 1834 maire respectievelijk burgemeester van Winterswijk. Van 1816 tot 1833 was hij namens Groenlo lid van Provinciale Staten van Gelderland.
Willink trouwde op 22 september 1789 met Catharina Waliën. Hij overleed in 1842 op 81-jarige leeftijd in zijn woonplaats Winterswijk.